# Boo Ahl
Boo Hans Ahl, född 5 oktober 1969 i Jönköping, död 8 augusti 2024 i Norge (skriven i Jönköping), var en svensk ishockeymålvakt. Ahl spelade sammanlagt 15 säsonger i Elitserien för klubbarna Timrå IK och HV 71. Med HV 71 vann han två SM-guld, det första 1995 och det andra 2004. Under sin tid i Timrå IK var han med om att som förstemålvakt föra laget tillbaka till Elitserien, efter 18 år i näst högsta divisionen. 
Internationellt spelade Boo Ahl i U18-EM i ishockey där Sverige vann guld, samt som senior 25 matcher med Tre Kronor. Han spelade i VM 1995 och 1996.
Han var far till ishockeyspelaren Filip Ahl.

## Meriter
- U18 EM - guld
- VM 1995 - silver
- Uttagen i Elitserien i ishockeys All star-lag säsongen 1995–1996
- Svensk mästare 1995, 2004

## Klubbar
- HV71 (1988/1989-1989/1990) (Moderklubb)
- Mörrums GoIS IK (1990/1991)
- HV71 (1991/1992-1996/1997)
- Nürnberg Ice Tigers (1997/1998)
- Timrå IK (1998/1999-2000/2001)
- IK Oskarshamn (2001/2002)
- HV71 (2002/2003-2003/2004)
- IF Troja-Ljungby (2003/2004) 3 matcher
- Timrå IK (2003/2004) 2 matcher
- HV71 (2004/2005)